# 茅地 (邾国)
茅地，春秋时期邾国的大夫。
前519年（周敬王元年、鲁昭公二十三年），邾国人在翼地筑城，回去，准备从离姑那条路上走，经过武城到达邾国国都，因为怕鲁国途中袭击，就考虑从武城折回去，沿着沂蒙山路往南走。徐鉏、丘弱、茅地说：“山道低洼，碰上下雨，会出不去，就不能回去了。”于是就取道离姑，鲁国的武城人出兵堵在前路，又砍伐两旁的树木，而不让它们倒下。邾军经过时，武城人推到树木，击败邾军，徐鉏、丘弱、茅地被俘。邾庄公于是向霸主晋国控告鲁国。